# Blues tajniaków
Blues tajniaków (Undercover Blues) – amerykańska komedia o pewnym skromnym małżeństwie z dzieckiem. Jane i Jeff Blue skrywają przed światem fakt, że są tajnymi agentami.

## Główne role
- Kathleen Turner - Jane Blue
- Dennis Quaid - Jefferson Jeff Blue
- Fiona Shaw - Paulina Novacek
- Stanley Tucci - Muerte
- Larry Miller - Sierżant Halsey
- Obba Babatundé - Porucznik Theodore 'Ted' Sawyer
- Tom Arnold - Vern Newman
- Park Overall - Bonnie Newman
- Ralph Brown - Leamington
- Jan Tríska - Axel
- Marshall Bell - Sikes
- Richard Jenkins - Frank
- Dennis Lipscomb - Foster